# Planeta Atlon
Esta película de José Roberto Vila es todo un homenaje a los filmes de Serie B norteamericanos de los años 50 y 60, en la que se mezcla la estética del cómic con el blanco y negro y la música surf. En ella aparece el inimitable cineasta español Jesús Franco, maestro del director. Película grabada íntegramente en la provincia de Málaga, destacan los bellos paisajes del Torcal de Antequera.

## Sinopsis
En el año 5427 el imperio selenita ha destruido a la humanidad y sólo sobreviven el comandante Raimon Queen y unos pocos humanos crionizados con los que pretende recuperar a la raza humana en el planeta Atlon con la ayuda del doctor Morbidus (Juan de Pablos). Un aterrizaje forzoso deja en el planeta al comandante junto a cuatro hombres y una única mujer, perfecta y poco dispuesta a acceder a los deseos de Queen.